# Cavallino Rampante (pattuglia acrobatica)
La Cavallino Rampante fu una pattuglia acrobatica italiana attiva in due diversi periodi, rispettivamente dal 1950 al 1952 e dal 1956 al 1957. Una terza formazione, attiva nel biennio 1960-1961, non operò mai come formazione ufficiale poiché furono create le Frecce Tricolori, che sostituirono le pattuglie acrobatiche provenienti dai diversi reparti.

## Storia
Durante gli anni cinquanta a ciascuno stormo veniva affidato il compito di costituire un suo gruppo acrobatico. Sul campo di Capodichino (Napoli), allora sede del 4º Stormo caccia, veniva costituita la "Pattuglia Acrobatica del Cavallino Rampante", equipaggiata con de Havilland DH.100 Vampire. Nel 1952 la pattuglia acrobatica del 4º Stormo, non riconosciuta come tale dallo Stato Maggiore, effettuò la prima esibizione. La formazione a rombo dei quattro Vampire effettuò mezz'ora di esibizione fra loopings, tonneaux, rovesciamenti, passaggi alla minima con i carrelli estesi, apertura ed atterraggio. La prima manifestazione venne effettuata sull'Aeroporto di Roma-Urbe il 2 giugno 1952.

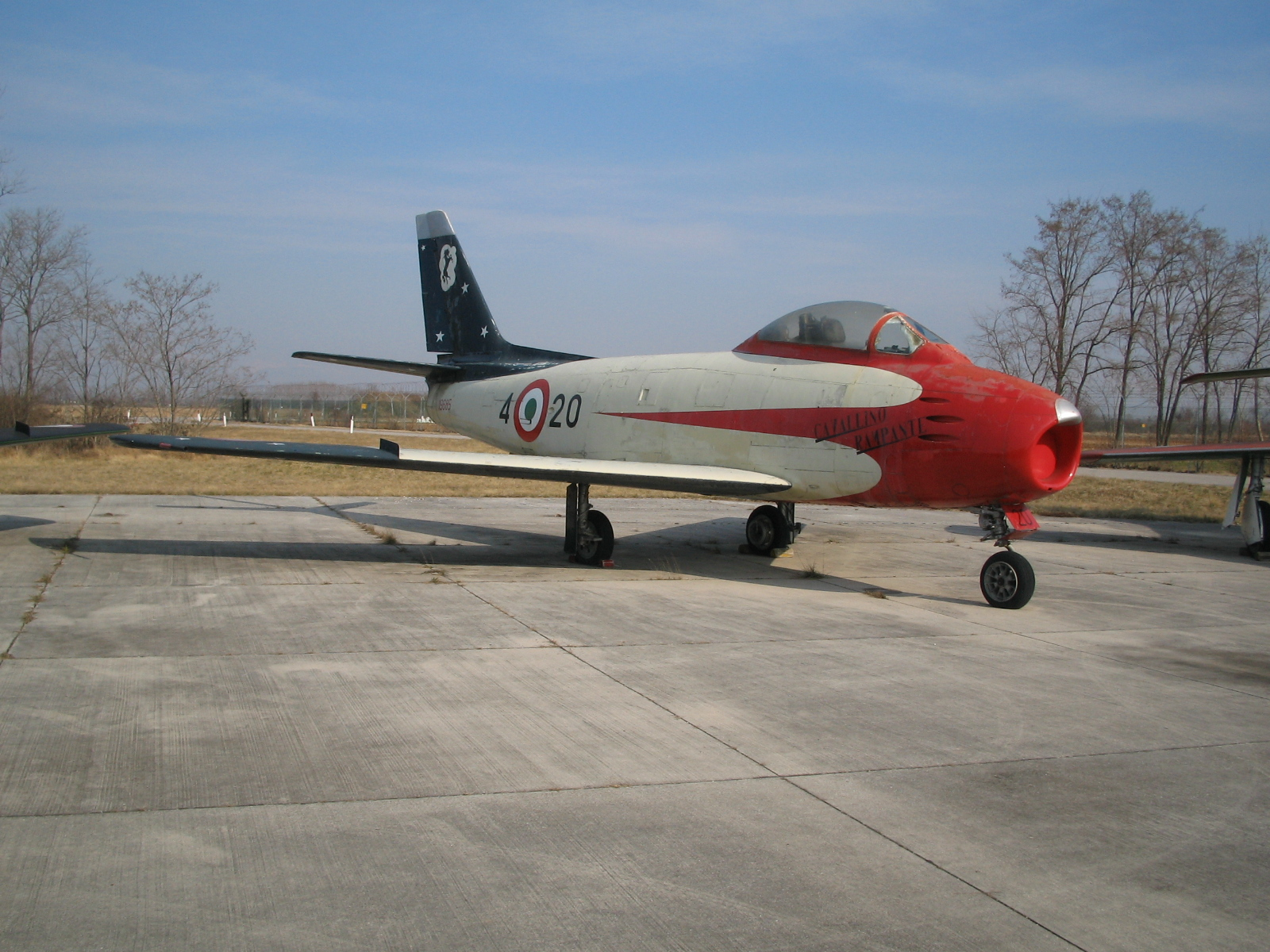
F-86E Sabre in dotazione al Cavallino Rampante dal 1956 al 1957

Nel 1956, dopo 5 anni in cui si erano alternate pattuglie acrobatiche come i "Guizzo" Getti Tonanti e le Tigri Bianche, l'incarico di ricoprire il ruolo di pattuglia acrobatica italiana fu dato ai piloti del Cavallino Rampante, in via ufficiale e con l'approvazione dello Stato Maggiore. Successivamente il comando del 4º Stormo si trasferì dall'aeroporto di Napoli-Capodichino all'allora nuovissimo aeroporto di Pratica di Mare. Il velivolo adottato non era più il de Havilland DH.100 Vampire, bensì il più moderno North American F-86E Sabre. Due furono le innovazioni: i fumi fissi e la livrea colorata. Carlinga color giallo, muso con strisce rosse, ali e piani di coda in azzurro punteggiato di stelle. Questo mandato scadde alla fine del 1957 e la costituzione della nuova pattuglia acrobatica venne affidata ai Diavoli Rossi del 6º Stormo.
Nel 1960 la pattuglia acrobatica ufficiale erano i Getti Tonanti del 5º Stormo, e il Cavallino Rampante riceveva l'ordine di costituire il team di riserva. I "Pony" del Cavallino edizione 1960 con leader Massimo Raffaello Scala erano i più giovani piloti della storia acrobatica collettiva del dopoguerra e per la prima volta tutti ufficiali. Nel gennaio del 1961 l'allora C.S.Maggiore dell'Aeronautica siglava l'atto costitutivo del 313º Gruppo Addestramento Acrobatico, il reparto che identifica la Pattuglia Acrobatica Nazionale. L'intenzione era quella di creare una pattuglia acrobatica unica, affidata ad un solo reparto, formata dai piloti più esperti e dal personale più qualificato. In una lettera scritta dal Magg. Mario Squarcina ad un Ufficiale di S.M. si legge: “l'idea di creare un organismo controllato da elementi particolarmente esperti”. Il 1º marzo i sei Sabre del Cavallino Rampante arrivarono a Udine-Rivolto dopo un passaggio sull'aeroporto di Campoformido, dove eseguirono un looping. Sulla coda c'era ancora l'emblema del reparto che sarà cancellata, ma rimarrà nel cuore e nel nominativo radio “Pony”, a ricordo del glorioso passato di cacciatori. Nel 1961, dalle ceneri del Cavallino Rampante nacquero ufficialmente le Frecce Tricolori.

## Film

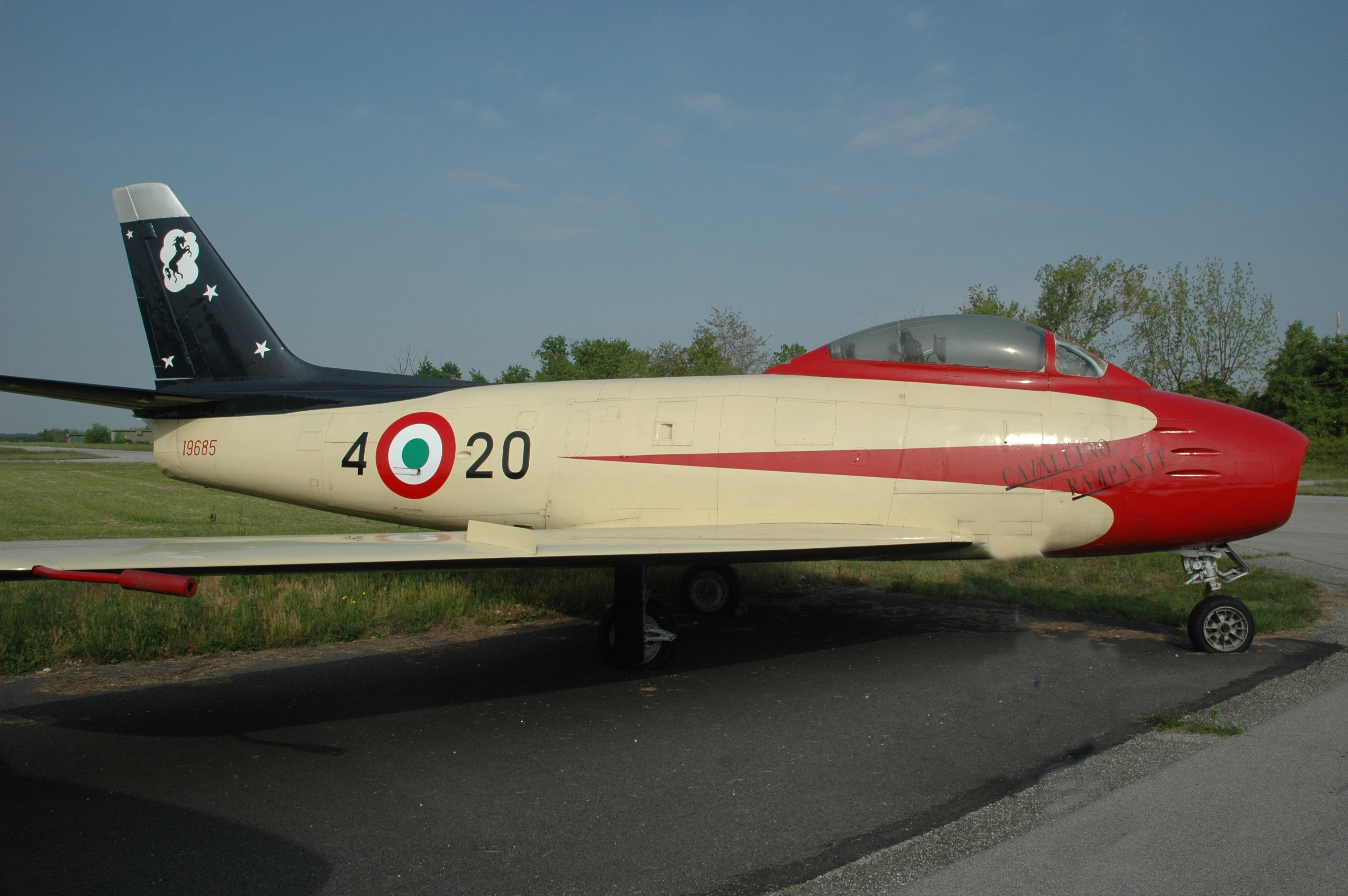
F-86E Sabre all'aeroporto di Rivolto

Nel 2015 il Generale Ferdinando Sguerri ha narrato nel documentario Le Pan prima della Pan le sue esperienze nella formazione del Cavallino Rampante del 1956-1957.

## Formazione 1950-1952
- ten. Giovanni Battista Ceoletta (capoformazione)
- ten. Raffaele Sallustio (gregario sinistro)
- serg. Magg. Otello Galgani (gregario destro)
- ten. Alfredo Bombardini (fanalino)
- ten. Antonino Guerreri (riserva)

## Formazione 1956-1957
- cap. Aldo Melotti (capoformazione)
- ten. Ferdinando Sguerri (gregario sinistro)
- ten. Claudio Paganelli (gregario destro)
- serg. Eddo Turra (fanalino)
- serg. Giovanni Liverani (riserva)
- ten. Andrea Favretto (riserva)

## Formazione 1960-1961
- cap. Massimo Raffaello Scala (capoformazione)
- ten. Carlo Sabattini (gregario sinistro)
- ten. Franco Panario (gregario destro)
- ten. Antonio Ferri (fanalino)
- ten. Vittorio De Angelis (riserva e jolly)